# 義大世界購物廣場
義大世界購物廣場是一間位於臺灣高雄市大樹區的大型Outlet購物中心，也是全台灣第一間暢貨購物中心，基地面積11,296坪，建築樓地板面積約58,000坪，營業面積約33,000坪。商場建築為現代古典風格建築，室內空間由日本GARDE設計、仲量聯行進行招商，設有摩天輪、電影院（國賓影城）等遊樂設施。

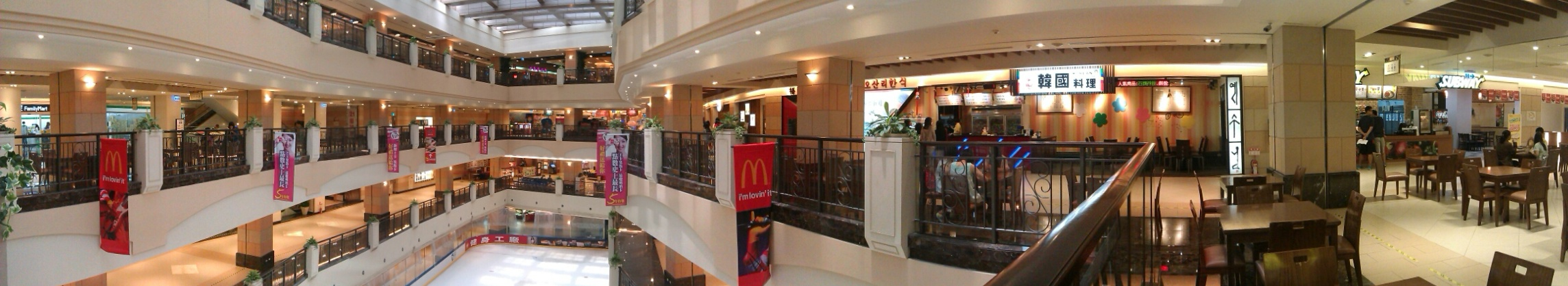
高雄市義大購物廣場

## 周邊
- 高雄義大國賓影城
- 義联集團
- 義大遊樂世界
- 義大世界購物廣場
- 義大皇家酒店
- 義大皇家劇院
- 義大世界E-DA
- 義大天悅飯店
- 義大醫院
- 義守大學
- 義大客運
- 義大遊覽車
- 義大咖啡烘焙坊
- 義大國際高級中學
- 義大國際高級小學
- 義大國際幼兒園
- 觀音山高爾夫球場

## 外部連結
- 義大世界購物廣場 （页面存档备份，存于）
- 義大世界購物廣場的Facebook專頁
- 義大世界購物廣場的Instagram帳戶
- YouTube上的義大世界購物廣場頻道